# Haarlem-Centrum
Haarlem-Centrum is een stadsdeel van de stad Haarlem en valt samen met de enige wijk in dit stadsdeel de Oude Stad, Dat in de volksmond simpelweg "de Stad" wordt genoemd. Het stadsdeel heeft 13.830 inwoners en bestaat uit vijf buurten, waaronder de historische binnenstad en de Stationsbuurt, waar het grootste station van de stad is gelegen. De Oude Stad, die omringd is door grachten en singels, wordt gekenmerkt door vele oude straatjes en monumenten.

## Beschrijving

### Binnenstad
In het hart van het centrum ligt in de binnenstad de Grote Markt waaraan enkele bijzondere historische gebouwen staan waaronder het stadhuis, de Vleeshal en de Grote of St. Bavokerk. De skyline van de binnenstad wordt gedomineerd door deze enorme kerk met zijn bijna 80 meter hoge toren. Veel bekende musici, onder wie mogelijk Mozart, hebben op het wereldberoemde Müllerorgel in de kerk gespeeld. Ook is er het schoolgebouw van het Stedelijk Gymnasium Haarlem, een van de vroegste scholen. Daarnaast vloog de derde versie van het eerste Nederlandse vliegtuig, de Spin 3 van Anthony Fokker, op een vlucht boven de Haarlemse binnenstad en rond de St. Bavokerk ter gelegenheid van Koninginnedag in 1911. Op de Grote Markt is twee keer per week markt en door het jaar heen vinden er verschillende evenementen plaats waaronder de jaarlijkse kermis.
Vanaf de Grote Markt lopen in drie richtingen belangrijke winkelstraten, namelijk de Grote Houtstraat, de Barteljorisstraat en de Zijlstraat. In het historisch centrum bevindt zich een aantal kleine karakteristieke winkelstraatjes, zoals de Warmoesstraat, de Schagchelstraat en de Kleine Houtstraat.
Veel van de gebouwen in de binnenstad stammen uit de 16e, 17e, 18e en 19e eeuw. Er is echter ook veel moderne architectuur te vinden, zoals de Toneelschuur en de nieuwbouw rond de Appelaar en de Raaks.

### Burgwal
De rivier het Spaarne scheidt de binnenstad in twee delen. Ten westen van de rivier ligt het grootste deel van de binnenstad. Ten oosten het deel dat ook wel de Spaarnwouderbuurt wordt genoemd. In dit deel is onder andere de enige overgebleven stadspoort van Haarlem te vinden, de Spaarnwouder- of Amsterdamse Poort. Ook bevinden zich hier de molen De Adriaan en Koepelgevangenis. Beide oevers van het Spaarne worden met elkaar verbonden door twee monumentale draaibruggen, de Catharijnebrug en de Melkbrug en twee ophaalbruggen, waaronder de Gravestenenbrug, en een moderne ophaalbrug. Deze brug die in de volksmond de 'Verfroller' wordt genoemd, heet officieel de Lange Brug. Ook was er vroeger de Sint Nicolaas- of Koraalbrug tussen de Houtmarkt en de Koudehorn⁣, maar deze is echter verdwenen.

### Stationsbuurt
De buurt die ligt tussen de Nieuwe Gracht en het station, de Stationsbuurt, werd gebouwd in de tweede helft 19e eeuw. Langs de Nieuwe Gracht staan veel grote patriciërswoningen. In de jaren 60 en 70 van de 19e eeuw kwamen de villa's aan het Kenaupark en het Ripperdapark en op De Bolwerken tot stand. Het ontwerp van deze villaparken is van de hand van de Haarlemse (tuin)architect Louis Paul Zocher en Jan David Zocher. In 1908 kwam het nieuwe station aan het Stationsplein tot stand. De architectuur van het stationsgebouw is in jugendstil, het station is een ontwerp van Dirk Margadant.

## Buurten in de Oude Stad
- Stationsbuurt
- Binnenstad
- Bakenes
- Burgwal
- Vijfhoek
- Heiliglanden

## Fotogalerij

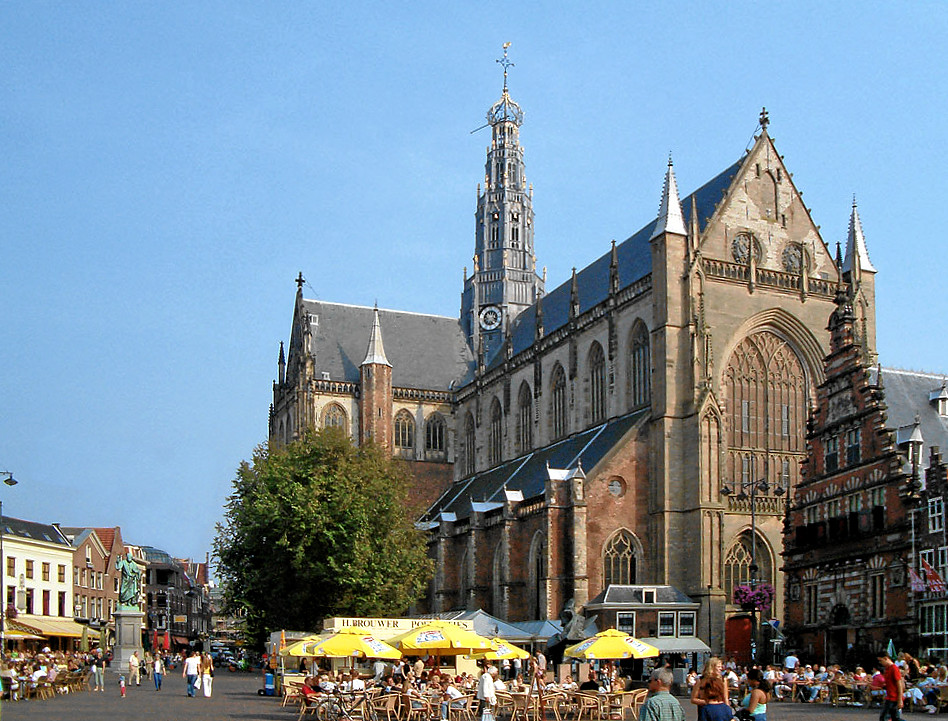
Grote of Sint-Bavokerk op de Grote Markt
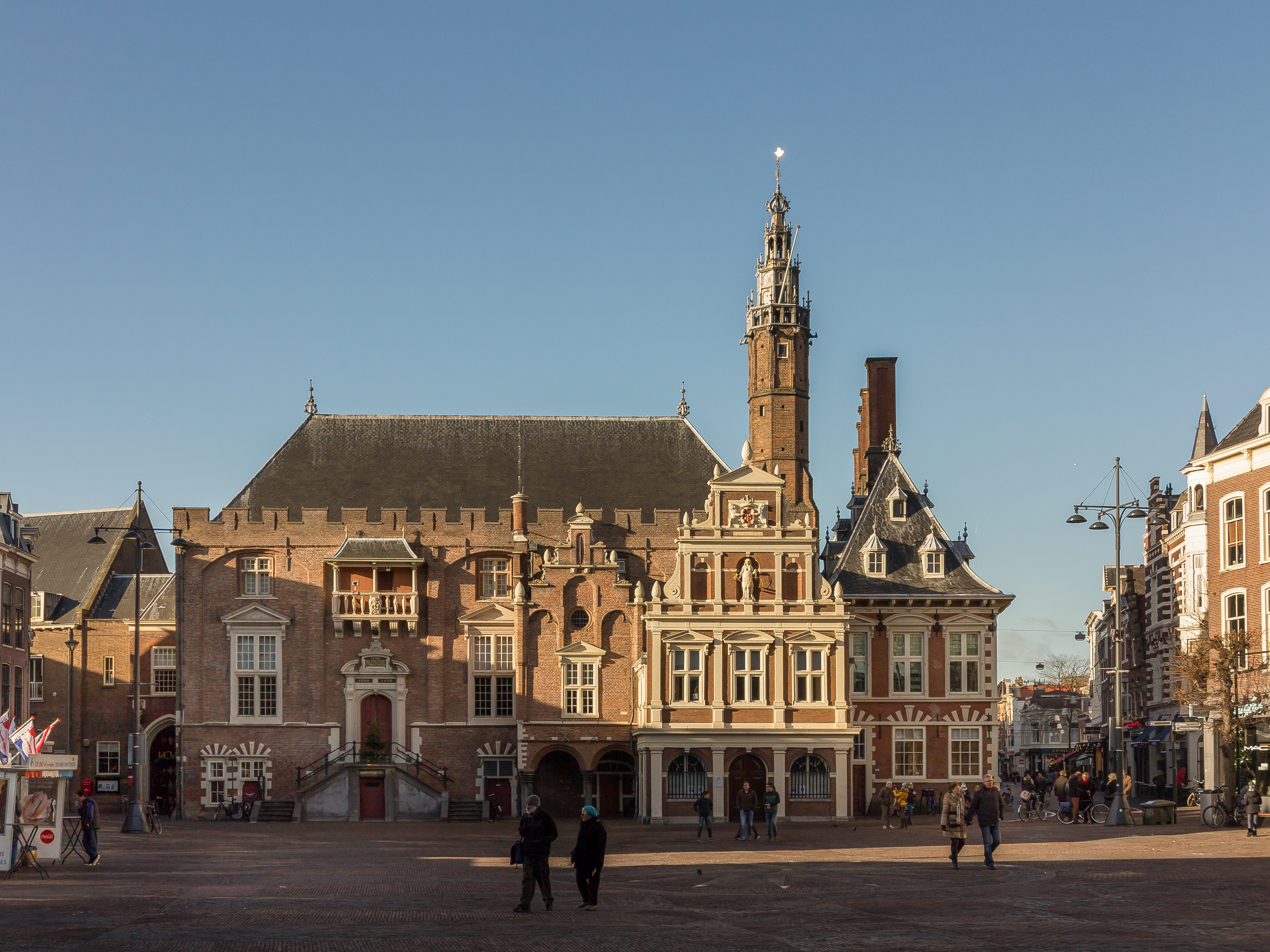
Stadhuis van Haarlem
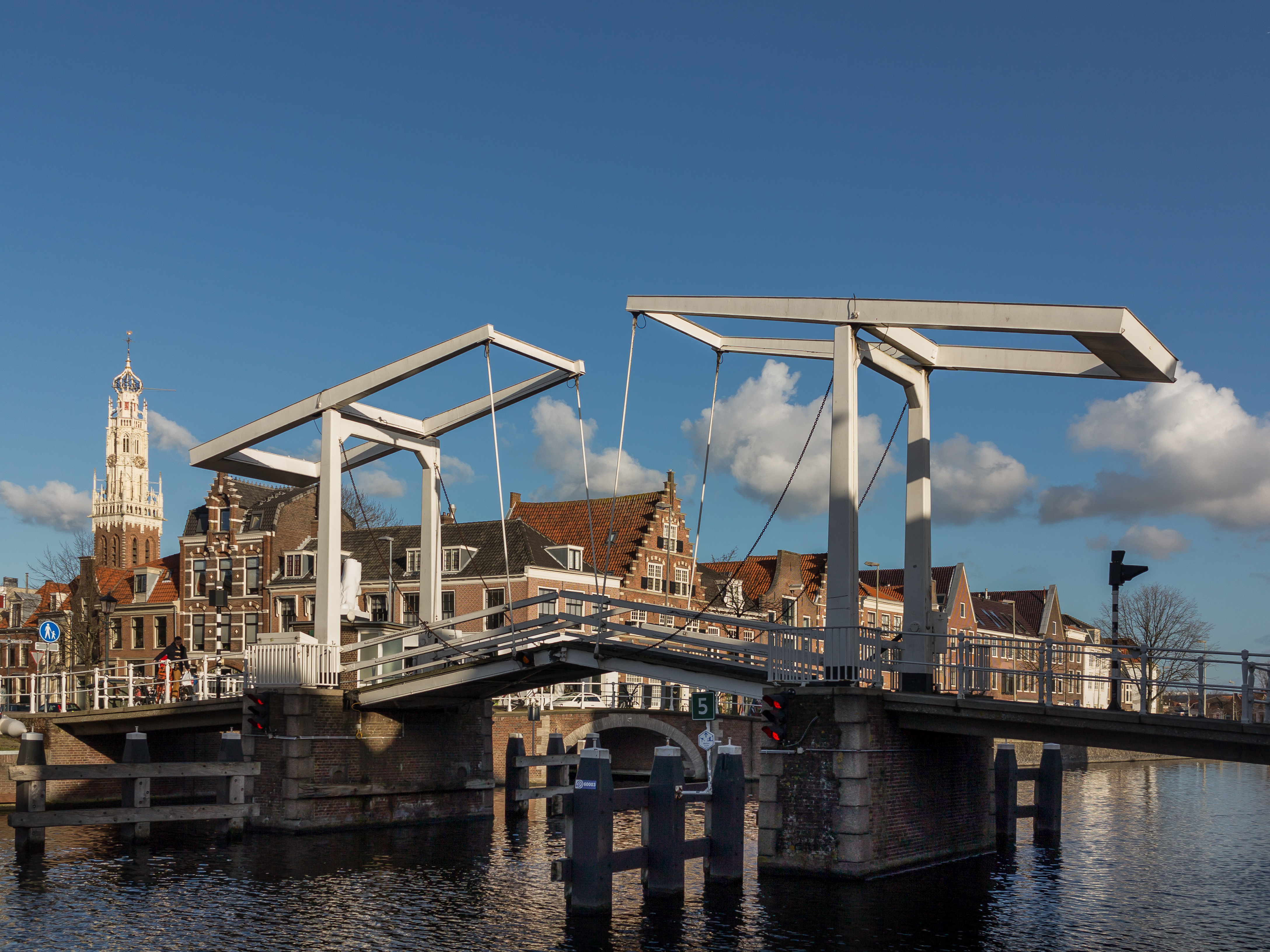
Gravestenenbrug en de toren van de Bakenesserkerk
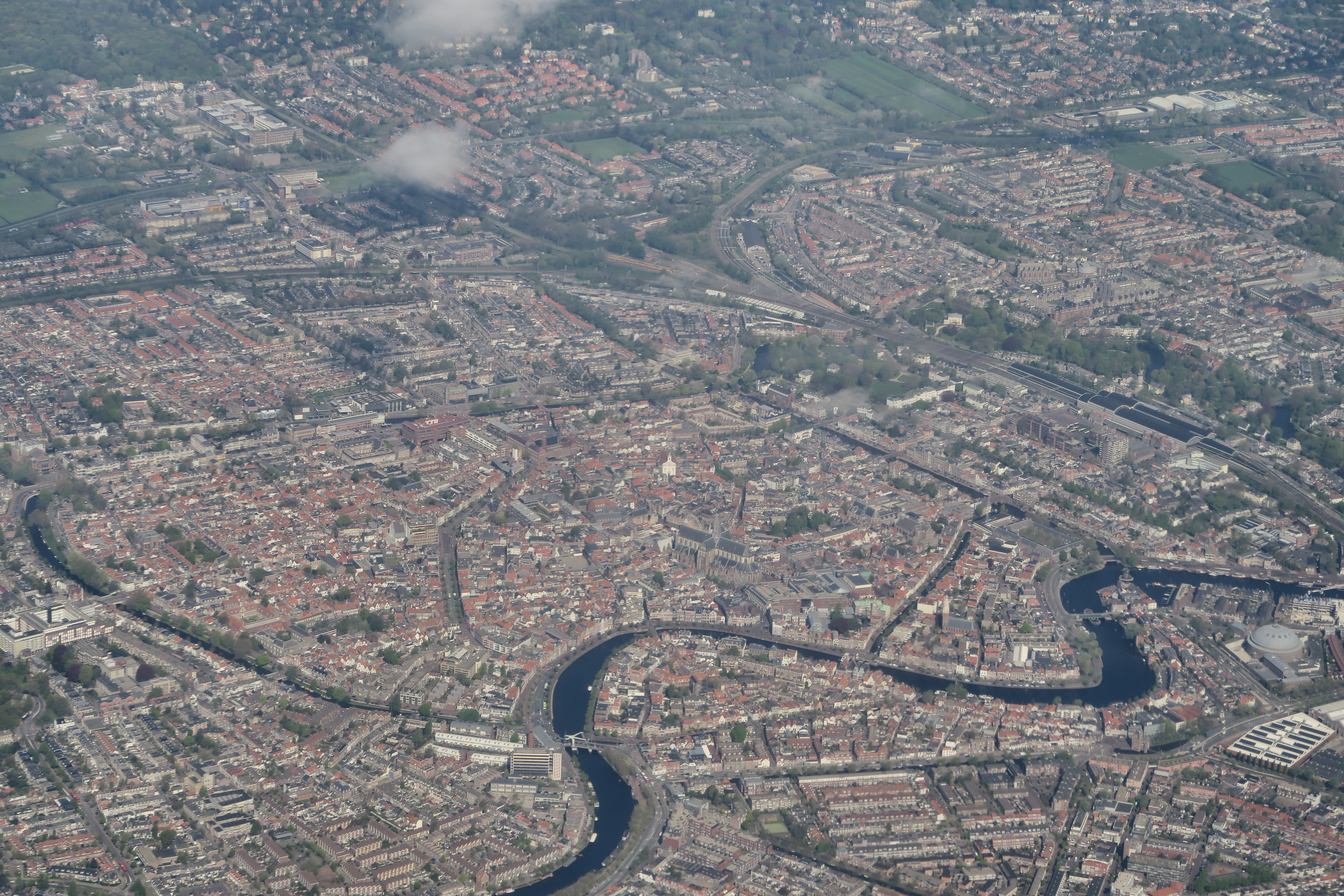
De oude stad gezien naar het westen